# Charles Chree
Charles Chree   (Bridgend of Lintrathen, 5 de maig de 1860 - Worthing, 12 d'agost de 1928) va ser un físic i matemàtic escocès, conegut pels seus treballs de recerca en geomagnetisme.

## Vida i Obra
Chree va fer els seus estudis secundaris a la Grammar School d'Aberdeen. Després es va graduar a la universitat d'Aberdeen, obtenint la medalla d'honor al millor estudiant d'humanitats de l'any 1879. A continuació va anar a la universitat de Cambridge per estudiar matemàtiques i ciències. El 1883 es va graduar entre els millors alumnes d'aquestes especialitats.
El 1885 va ser escollit fellow del King's College, Cambridge, càrrec que va mantenir fins al 1893, en que va ser nomenat superintendent del Observatori de Kew. Durant trenta-dos anys, Chree va mantenir la reputació de l'observatori de Kew, com un centre de recerca en geomagnetisme de primer ordre.
Mentre va estar a Cambridge, Chree va fer recerca en teoria de l'elasticitat. Però un parell d'anys després d'estar a Kew, va començar les seves recerques en geomagnetisme. Quan va arribar a Kew, l'observatori tenia tres funcions bàsiques: mantenir els registres meteorològics pel servei nacional de meteorologia, mesurar i registrar el magnetisme terrestre i el gradient de potencial elèctric i verificar i certificar tota mena d'aparells de mesura (termòmetres, telescopis, rellotges, anemòmetres, etc.). El 1895 va publicar el seu primer article sobre magnetisme terrestre i, a partir d'aquest any, es va convertir en la seva àrea de recerca única.
Chree considerava que l'observació i mesura meticulosa era imprescindible per donar forma a les teories i era contrari a l'especulació sobre les causes físiques dels geomagnetisme. Les seves observacions van ser molt importants en l'establiment de períodes de recurrència de l'activitat geomagnètica i en l'establiment de la idea que la conductivitat i la ionització eren característiques essencials de les altes capes de l'atmosfera.